# Готовац, Владимир
Владимир (Владо) Готовац (хорв. Vlado Gotovac; 18 сентября 1930, Имотски — 7 декабря 2000, Рим) — хорватский прозаик, поэт, эссеист и политик.

## Биография

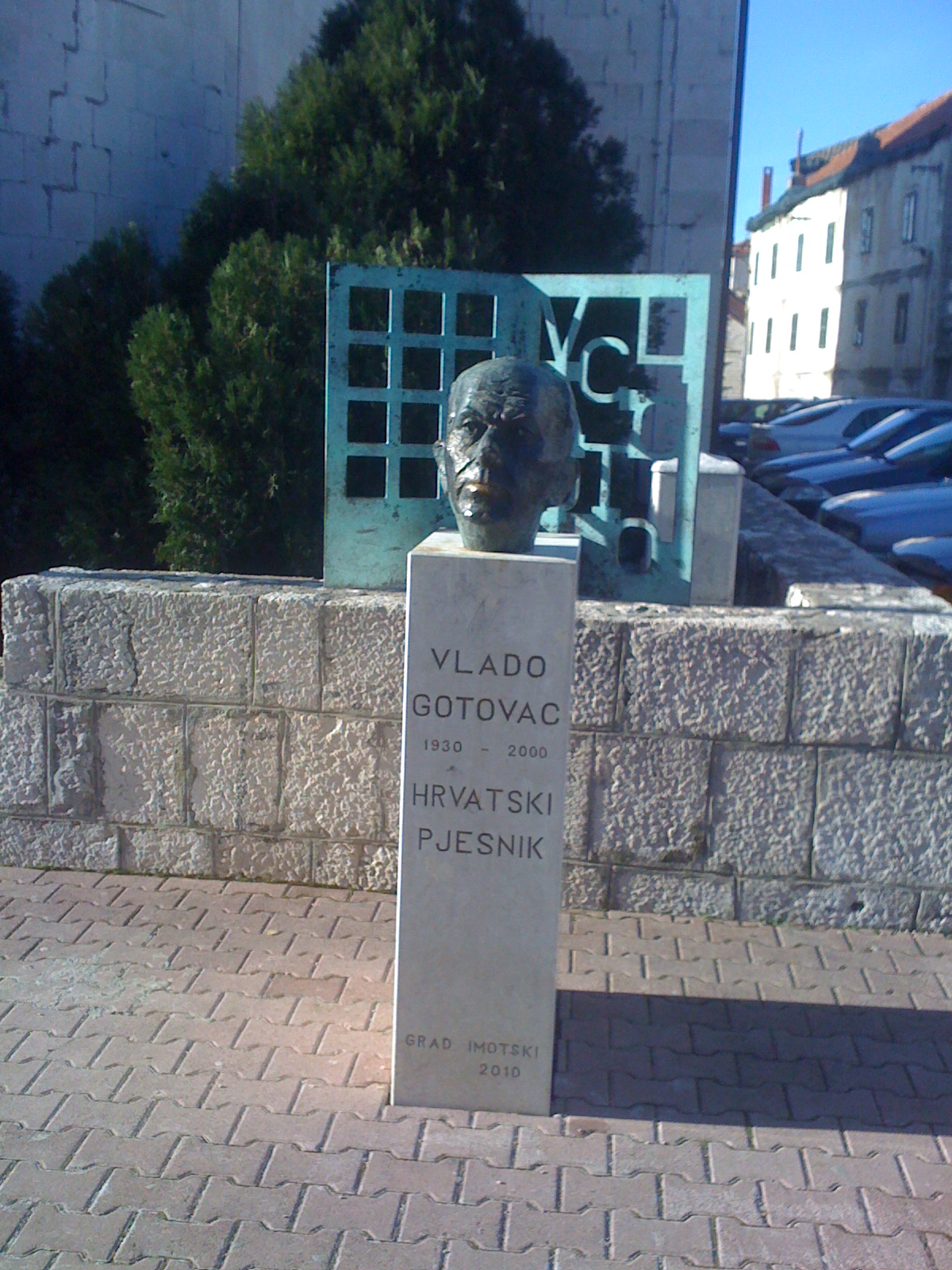
Бюст Готоваца в Имотски

Владимир Готовац родился на юге Хорватии в 1930 году. В молодом возрасте он переехал в Загреб, где поочерёдно окончил обучение в гимназии и на философском факультете Загребского университета. После получения образования Готовац работал редактором в культурных отделах телевизионных и радиопередач. Помимо этого он в разное время занимал пост главного редактора журналов «Međutim» (1953), «Razlog» (1969) и «Hrvatski tjednik» (1971).
В качестве поэта Владимир Готовац дебютировал в 1952 году, опубликовав серию своих стихотворений в журнале «Tribina». В 1991 году за томик поэзии «Crna kazaljka» был награждён премией имени Тима Уевича.
С 1971 года — активный участник «Хорватской весны», за что был приговорен к четырём годам лишения свободы по обвинению в «сепаратизме» и «национализме». В тюрьме продолжал писать, его самым известным произведением был дневник «Звездана куга» («Звездная чума»), опубликованный примерно через двадцать лет после его освобождения в 1978 году. После освобождения из тюрьмы постепенно перешёл в политику.
В 1991—1996 годах занимал пост председателя культурно-просветительского общества Матица хорватская. В 1992 году был избран депутатом хорватского парламента. Связанный с Хорватской социалистической партией (HSLS), был лидером оппозиции, активным парламентским критиком политической системы, созданной Франьо Туджманом.
В 1996 году стал главой Хорватской социал-либеральной партии, через год баллотировался на президентских выборах. Во время предвыборной кампании на митинге в Пуле был ранен офицером хорватской армии. На выборах занял третье (последнее) место с 17,6 % голосов. Поражение раскололо Партию и Владо Готовац сформировал новую — Либеральную партию, которую возглавлял до 2000 года.
Умер в Риме от рака печени, вызванного гепатитом. Похоронен на кладбище Мирогой в Загребе.